# Grace (album Simona Webbe)
Grace – drugi album brytyjskiego piosenkarza, R&B/soul – Simona Webbe. Jest to kontynuacja albumu z 2005 Sanctuary, który osiągnął status podwójnej platyny. Grace został wydany 13 listopada 2006.

## Odbiór albumu
Album został wydany przez wytwórnię EMI. Już w pierwszym tygodniu osiągnął #11 pozycję w brytyjskim zestawieniu płyt. W konsekwecji jednak drugi album sprzedał się w mniejszej ilości koppi od poprzedniego Sanctuary.
Specjalna edycja albumu, wydana 14 sierpnia 2007 w Południowo-Wschodniej Azji zawiera 4 dodatkowe utwory.

## Lista utworów
| #   | Tytuł                            |      |
| --- | -------------------------------- | ---- |
| 1.  | "Coming Around Again"            | 3:44 |
| 2.  | "Seventeen"                      | 3:22 |
| 3.  | "Sunshine (Love like That)"      | 4:01 |
| 4.  | "Go to Sleep"                    | 3:30 |
| 5.  | "Ain't True to Yourself"         | 3:18 |
| 6.  | "Don't Wanna Be That Man"        | 3:58 |
| 7.  | "Angel (My Life Began with You)" | 4:00 |
| 8.  | "Fool for You"                   | 4:14 |
| 9.  | "My Soul Pleads for You"         | 3:49 |
| 10. | "That's the Way It Goes"         | 4:45 |
| 11. | "Take Your Time"                 | 3:19 |
| 12. | "Grace"                          | 3:25 |

## Specjalna edycja
| #   | Tytuł                 |      |
| --- | --------------------- | ---- |
| 13. | "Lay Your Hands"      | 4:28 |
| 14. | "No Worries"          | 3:29 |
| 15. | "After All This Time" | 3:36 |
| 16. | "Ride the Storm"      | 3:41 |

## Single
1. "Coming Around Again" — #12 UK
2. "My Soul Pleads for You" — #45 UK
3. "Grace"/"Ride the Storm" — #36 UK
4. "Seventeen" – wydany tylko w Niemczech